# 숭정제
명 의종 숭정제(明 毅宗 崇禎帝, 1611년 2월 6일(음력 1610년 12월 24일) ~ 1644년 4월 25일(음력 3월 19일))는 중국 명나라의 제16대 황제(재위 : 1627년 ~ 1644년)이다. 시호는 순천수도경검관문양무체인치효장렬민황제 (順天受道敬儉寬文襄武體仁致孝莊烈愍皇帝), 소천역도강명각검규문분무돈인무효열황제 (紹天繹道剛明恪儉揆文奮武敦仁懋孝烈皇帝)이며, 휘는 유검(由檢)이다.
천계제의 동생으로 후사가 없는 천계제의 뒤를 이어 명나라 제16대 황제로 즉위하였다. 역사학계에서는 논란을 피하기 위해, 남명과 청나라에서 공식적으로 쓰는 묘호와 시호를 같이 쓰거나, 그것들을 쓰지 않고 숭정제(崇禎帝)로 통용되어 쓰기도 한다.

## 생애
1611년 2월 6일 태창제의 다섯째 아들로 태어났다. 형인 천계제의 아들들이 모두 요절하였고, 1627년 9월 30일 천계제가 죽은 뒤, 왕위에 올랐다. 즉위 후 서광계가 1년간 섭정하였기에 형 천계제때 전횡을 부린 환관 위충현을 처단하였고, 1628년 친정을 하였으며 명나라 명신으로 유명한 서광계를 고급 신료로써 재등용하는 등 국정 개혁에 임한다.
명 말은 1619년 사르후 전투에서 패전 이후 북쪽에서 만주족 국가 후금이 침입해오고, 남쪽에서는 1627년에 이자성의 난이 일어나서 명나라으로선 어려운 시기였으며, 또한 17세기 들어 닥친 전 세계적인 기상악화와 천재지변으로 흉작이 계속되어 더욱 더 민심이 흉흉했다. 만력 연간 이후로 계속해서 세금이 증가하고 재정의 수요가 증가하였지만, 재정은 날로 악화되고 있었다. 숭정제가 즉위할 무렵의 명나라가 닥친 어려움이 이와 같았다.
숭정제는 천계제와 달리 정치에 열심이고, 정사(政事)에 빠지는 일도 없고, 검소한 생활을 하여, 황제로 있던 17년 동안 부지런히 국정에 임하였던 황제로 알려져 있다. 그러나 시의심(猜疑心)이 강하고, 가신을 신용하지 못했던 약점을 가지고 있었다. 즉위 직후부터 여러 차례 신하를 죽였고, 특히 1630년 산해관에서 만주족으로부터의 방어를 혼자서 맡고 있던 명장 원숭환을 죽인 일은 치명적이었던 것으로 평가된다. 혹자는 명 말의 숭정 연간 혼란의 원인 중 하나를 숭정제의 시의심으로 꼽기도 한다. 재위 17년간에, 숭정제에 의해서 살해당한 신하는 총독(総督) 7명, 순무(巡撫) 11명에 달해, 그 외 파면된 사람도 다수 있어 이것이 신하들의 사기를 현저히 저하하게 만드는 요인이 되었다.
숭정제는 중세(重稅)를 견디지 못한 섬서성 출신 반란군인 이자성을 진압하기 위해 차례로 토벌군을 보내지만, 그 이자성 토벌군을 조직 하기 위해서는 다시 증세(增稅)가 필요했다. 다시 이로 인해 궁핍한 백성들이 반란군에 참가해, 상황은 호전되지 않았다.
1644년, 이자성군은 북경을 포위하여, 4월 24일에 총공격을 감행한다. 한 기록에 따르면 숭정제는 위급을 알리는 종을 울렸지만, 신하들이 모두 도망가서, 환관 왕승은(王承恩)만 혼자 있었다고 한다. 1644년 4월 25일 새벽, 사방이 불타는 와중에 숭정제는 아들들을 자금성으로부터 탈출시키고, 처첩과 딸들을 살해하고, 자금성의 북쪽에 있는 경산(景山)으로 가서 목을 매달아 자살하였다.

## 사후

### 시호, 묘호

#### 청나라
청나라에서는 숭정제 사후에 명나라 황제의 예로 묘호를 회종(懷宗)으로 시호를 순천수도경검관문양무체인치효단황제(順天受道敬儉寬文襄武體仁致孝端皇帝)로 올렸다. 순치 16년(1659년)에 단황제를 장렬민황제(莊烈愍皇帝)로 고쳐 다시 추존했다. 장렬민황제를 줄여서 《명사》 등의 역사서에서는 장렬제(莊烈帝), 명민제(明愍帝)라 부르기도 하였다.
그 외 청나라에서 건의하거나 올리려고 했던 묘호에는 흠종(欽宗), 열종(烈宗), 경종(敬宗) 등이 있으며, 시호는 수도경검관문양무체인치효장렬민황제(守道敬儉寬文襄武體仁致孝莊烈愍皇帝), 과의돈검홍문양무체인치효장렬민황제(果毅敦儉弘文襄武體仁致孝莊烈愍皇帝) 등이 있다.
청나라에서 최종적으로 올리는 묘호는 회종(懷宗)이며, 시호는 순천수도경검관문양무체인치효장렬민황제(順天受道敬儉寬文襄武體仁致孝莊烈愍皇帝)이다.

#### 남명
남명 정권에서는 홍광제가 즉위한 후에 묘호 사종(思宗), 시호는 소천역도강명각검규문분무돈인무효열황제(紹天繹道剛明恪儉揆文奮武敦仁懋孝烈皇帝)로 추존하였고, 이듬해인 홍광 원년(1645년)에는 묘호를 고쳐서 의종(毅宗)이라 하였다. 융무제 때에는 위종(威宗)이라고 고쳐 올렸으나, 잘 쓰이지는 않았다.
그 외 남명에서 올리려고 했던 묘호로는 열종(烈宗), 건종(乾宗) 등이 있으며, 시호는 민황제(敏皇帝), 정황제(正皇帝) 등이 있다.
남명 정권에서 최종적으로 인정한 묘호는 의종(毅宗)이며, 시호는 소천역도강명각검규문분무돈인무효열황제(紹天繹道剛明恪儉揆文奮武敦仁懋孝烈皇帝)이다.

### 기타
조선에서는 숭정제 사후를 기점으로 숭정기원이라는 연호를 사용했다. 조선의 사대부들은 청나라의 연호 사용을 거부하여, 공식 대외 공문서에만 청나라의 연호를 쓰고 실생활의 문서, 경조사, 묘비명, 신도비문 등에는 숭정제의 사망을 숭정기원 1년으로 하고 숭정기원 연호를 사용하거나, 후임자인 영력제의 연호를 사용한다.

## 가족
- 조부 : 신종 만력현황제(神宗 萬曆顯皇帝) 주익균(朱翊鈞)
- 조모 : 효정황태후(孝靖皇太后) 왕씨(王氏)
- 부친 : 광종 태창정황제(光宗 泰昌貞皇帝) 주상락(朱常洛)
- 모친 : 효순황태후(孝純皇太后) 유씨(劉氏)

### 황후
| 봉호       | 시호                                                          | 이름(성씨) | 재위년도        | 생몰년도        | 국구(장인/장모)                                             | 별칭  | 비고  |
| ---------- | ------------------------------------------------------------- | ---------- | --------------- | --------------- | ----------------------------------------------------------- | ----- | ----- |
| 황후(皇后) | <청나라> 장렬민황후(莊烈愍皇后) <남명> 효절열황후(孝節烈皇后) | 주씨(周氏) | 1628년 ~ 1644년 | 1611년 ~ 1644년 | 가정후(嘉定侯) 주규(周奎) 가정후부인(嘉定侯夫人) 정씨(丁氏) | [ 3 ] | [ 4 ] |

### 후궁
| 봉호           | 시호                                    | 이름(성씨)     | 생몰년도        | 국구(장인/장모)           | 별칭                  | 비고  |
| -------------- | --------------------------------------- | -------------- | --------------- | ------------------------- | --------------------- | ----- |
| 황귀비(皇貴妃) | 공숙단혜정회황귀비 (恭淑端惠靜懷皇貴妃) | 전수영(田秀英) | 1611년 ~ 1642년 | 전홍우(田弘遇) 오씨(吳氏) | 예비(禮妃) 귀비(貴妃) | [ 5 ] |
| 귀비(貴妃)     |                                         | 원씨(袁氏)     | 1616년 ~ 1654년 | 원우(袁祐)                | 숙비(淑妃)            | [ 6 ] |
| 순비(順妃)     |                                         | 주씨(周氏)     | ? ~ 1644년      |                           |                       | [ 7 ] |
| 비(妃)         |                                         | 심씨(沈氏)     | ? ~ 1644년      |                           |                       | [ 7 ] |
| 비(妃)         |                                         | 왕씨(王氏)     | ? ~ 1644년      |                           | 일왕비(一王妃)        | [ 7 ] |
| 비(妃)         |                                         | 왕씨(王氏)     | ? ~ 1644년      |                           | 이왕비(二王妃)        | [ 7 ] |
| 비(妃)         |                                         | 유씨(劉氏)     | ? ~ 1644년      |                           |                       | [ 7 ] |
| 비(妃)         |                                         | 방씨(方氏)     | ? ~ 1644년      |                           |                       | [ 7 ] |
| 비(妃)         |                                         | 우씨(尤氏)     | ? ~ 1644년      |                           |                       | [ 7 ] |
| 선시(選侍)     |                                         | 범씨(范氏)     | ? ~ 1644년      |                           |                       | [ 7 ] |
| 선시(選侍)     |                                         | 설씨(薛氏)     | ? ~ 1644년      |                           |                       | [ 7 ] |
|                |                                         | 양염희(養豔姬) |                 |                           |                       | [ 8 ] |
|                |                                         | 인완옥(藺婉玉) |                 |                           |                       | [ 8 ] |

### 황자
| -    | 봉호           | 시호       | 이름           | 생몰년도        | 생모            | 자식 | 별칭 | 비고    |
| ---- | -------------- | ---------- | -------------- | --------------- | --------------- | ---- | ---- | ------- |
| 장남 | 황태자(皇太子) | 헌민(獻愍) | 주자랑(朱慈烺) | 1629년 ~ 1644년 | 황후 주씨       |      |      | [ 9 ]   |
| 차남 | 회왕(懷王)     | 은(隱)     | 주자훤(朱慈烜) | 1630년          | 황후 주씨       |      |      | 요절함. |
| 3남  | 정왕(定王)     | 애(哀)     | 주자형(朱慈炯) | 1632년 ~ ?      | 황후 주씨       |      |      | [ 10 ]  |
| 4남  | 영왕(永王)     | 도(悼)     | 주자소(朱慈炤) | 1632년 ~ ?      | 공숙황귀비 전씨 |      |      | [ 11 ]  |
| 5남  | 왕(王)         | 도령(悼靈) | 주자환(朱慈煥) | 1633년 ~ 1637년 | 공숙황귀비 전씨 |      |      | 요절함. |
| 6남  | 왕(王)         | 도회(悼懷) | 주자찬(朱慈燦) | 1637년 ~ 1639년 | 공숙황귀비 전씨 |      |      | 요절함. |
| 7남  | 왕(王)         | 도량(悼良) |                |                 | 공숙황귀비 전씨 |      |      | 요절함. |

### 황녀
| -    | 봉호               | 이름           | 생몰년도        | 생모      | 부마       | 별칭               | 비고    |
| ---- | ------------------ | -------------- | --------------- | --------- | ---------- | ------------------ | ------- |
| 장녀 | 곤의공주(坤儀公主) |                | 1630년 ~ ?      | 황후 주씨 |            |                    | 요절함. |
| 차녀 | 장평공주(長平公主) | 주미착(朱媺娖) | 1631년 ~ 1646년 | 황후 주씨 | 주현(周顯) | 곤흥공주(坤興公主) | [ 12 ]  |
| 3녀  | 소인공주(昭仁公主) |                | 1639년 ~ 1644년 | 황후 주씨 |            |                    | [ 13 ]  |

## 기년과 연호
| 연호       | 사용기간 | 사용기간 | 년수 | 비고 |
| ---------- | -------- | -------- | ---- | ---- |
| 숭정(崇禎) | 1628년   | 1644년   | 17년 |      |

## 같이 보기
- 이자성의 난
- 만동묘